# Stand by

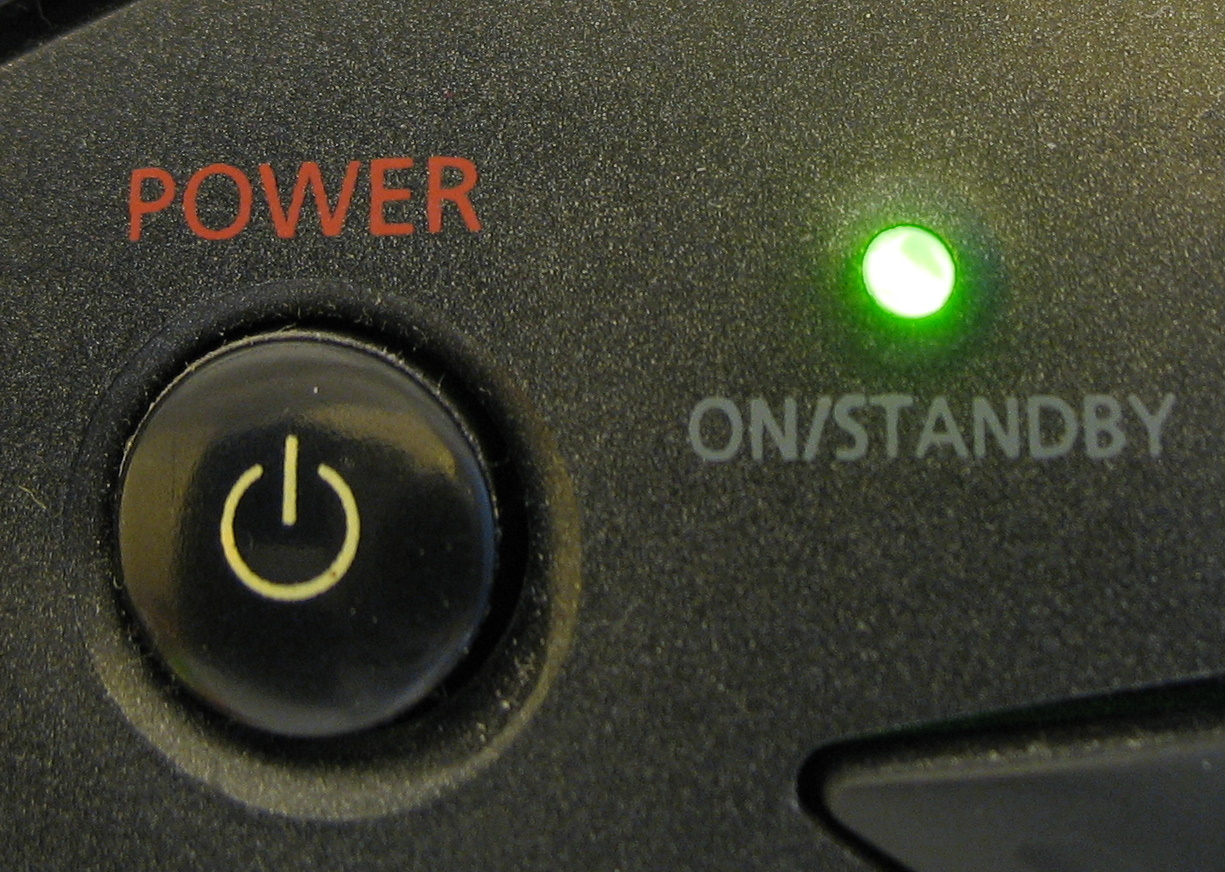
Em muitos produtos eletrônicos, o Stand by é indicado por um led identificador.

Stand by ou modo de espera é o termo usado para designar o consumo de energia elétrica em modo de espera de vários aparelhos eletrónicos como geladeiras, maquinas de lavar, televisores, rádios, DVDs, consoles de videogames, fornos de micro-ondas, computadores, celulares etc.
Apesar da facilidade que esse recurso oferece ao usuário, dispensando a sua locomoção ao aparelho para ligá-lo, a criação desse sistema não se preocupou com o impacto ambiental que o mesmo provoca. Estima-se que 15% do consumo de energia elétrica doméstico é provocado por aparelhos que estão no modo Stand by.